# Andreas Veerpalu
Andreas Veerpalu est un fondeur estonien, né le 24 mai 1994 à Otepää.

## Biographie
Membre du Sportclub Sparta, il fait ses débuts dans des courses FIS en 2011 et la Coupe du monde en 2015 dans sa ville natale d'Otepää. Il a pris part en 2012 aux Jeux olympiques de la jeunesse à Innsbruck, prenant la huitième place sur le dix kilomètres notamment.
En mars 2019, il est soupçonné de dopage sanguin et est arrêté dans le cadre de l'opération Aderlass. Le 9 janvier 2020, il est suspendu quatre ans pour son implication.
Fils d'Andrus Veerpalu, aussi fondeur, il reçoit une peine de cinq mois de prison avec sursis pour ces faits.
Sa sœur Anette est aussi une fondeuse de haut niveau.

## Palmarès

### Jeux olympiques
| Épreuve / Édition   | Sprint                           | Sprint    | 15 km | 15 km                            | Skiathlon 2 × 15 km | 50 km | Relais | Relais    |
| Épreuve / Édition   | libre                            | classique | libre | classique                        | Skiathlon 2 × 15 km | 50 km | Sprint | 4 × 10 km |
| JO 2018 Pyeongchang | Épreuve inexistante à cette date | -         | DSQ   | Épreuve inexistante à cette date | DSQ                 | DSQ   | -      |           |

Légende :
- DSQ : disqualifié pour dopage
- : pas d'épreuve
- — : Non disputée par Veerpalu

### Championnats du monde
| Épreuve / Édition     | Sprint | Sprint                           | 15 km                            | 15 km     | Skiathlon 2 × 15 km | 50 km | Relais | Relais    |
| Épreuve / Édition     | libre  | classique                        | libre                            | classique | Skiathlon 2 × 15 km | 50 km | Sprint | 4 × 10 km |
| Mondiaux 2017 Lahti   | -      | Épreuve inexistante à cette date | Épreuve inexistante à cette date | DSQ       | -                   | DSQ   | -      | -         |
| Mondiaux 2019 Seefeld | -      | Épreuve inexistante à cette date | Épreuve inexistante à cette date | DSQ       | DSQ                 | -     | -      | -         |

Légende :
- DSQ : disqualifié pour dopage
- : pas d'épreuve
- — : Non disputée par Veerpalu